# Thiénans
Thiénans – miejscowość i gmina we Francji, w regionie Burgundia-Franche-Comté, w departamencie Górna Saona.
Według danych na rok 1990 gminę zamieszkiwało 59 osób, a gęstość zaludnienia wynosiła 14 osób/km² (wśród 1786 gmin Franche-Comté Thiénans plasuje się na 684. miejscu pod względem liczby ludności, natomiast pod względem powierzchni na miejscu 866.).